# Abdel Fatah al-Sisi
Abdel Fatah Saeed Hussein Khalil al-Sisi (arabisk: ‏عبد الفتاح سعيد حسين خليل السيسي, født 19. november 1954), er generaloberst og præsident i Egypten. Han fungerer også som leder af Det Øverste Råd for de Bevæbnede Styrker, der efter den egyptiske revolution 2011 tog magten efter Hosni Mubarak den 11. februar 2011 og afgav magten igen den 30. juni 2012, da Mohamed Mursi begyndte sin præsidentperiode. Den 12. august 2012 udnævnte præsident Mursi al-Sisi som ny forsvarsminister efter Mohamed Hussein Tantawi.
Efter massive protester i befolkningen afsatte militæret med al-Sisi i spidsen Mursi den 3. juli 2013. Nogle medier meldte, at al-Sisi havde udnævnt Maher El-Beheiry til midlertidig præsident af Egypten efter Mursi, men valget faldt i stedet på højesteretsdommeren Adly Mansour.
Den 26. marts 2014 offentliggjorde al-Sisi, at han ville stille op til det kommende præsidentvalg, og ved samme lejlighed trådte han tilbage som forsvarsminister. Den 29. maj 2014 vandt han præsidentvalget og blev dermed Egypten 6. officielle præsident. Han blev taget i ed som præsident 8. juni samme år.
I forbindelse med et statsbesøg i København i december 2024 tildeltes han Elefantordenen.